# クラウンジュエル
クラウンジュエルとは、経営学用語の一つ。企業が敵対的買収の危機に置かれている場合に、その企業の保有している価値のある部門や財産を第三者に譲渡したり分社化することで、自社の魅力を低下させ、買収者の意欲を削ぐということ。この言葉は、王冠が狙われている場合に、その王冠に組み込まれている宝石を取り外すことで王冠の魅力を低下させ、王冠を狙われなくするということになぞられて用いられている。
取締役には善管注意義務、忠実義務が課されており、保有財産を安価で売却する等の会社に損害を与えるような職務執行を行った場合は特別背任罪が適用される可能性がある。なお、企業の重要な事業を譲渡する場合には会社法で株主総会の特別決議が必要とされており、重要な財産の譲渡のためには取締役会の決議が必要とされている。